# Лаптиев
Лаптиев — хутор в Вейделевском районе Белгородской области России. Входит в состав Викторопольского сельского поселения.

## История
Основан в середине XIX века. По данным на 1859 год Лаптиев (Лаптев) — владельческий хутор в Вейделевской волости Валуйского уезда Воронежской губернии. В хуторе 30 дворов, население — 258 чел., из них мужчин — 130, женщин — 128.

## Население
| 2002 | 2010 |
| ---- | ---- |
| 15   | ↘2   |